# Anthospermum zimbabwense
Anthospermum zimbabwense är en måreväxtart som beskrevs av Christian Puff. Anthospermum zimbabwense ingår i släktet Anthospermum och familjen måreväxter. Inga underarter finns listade i Catalogue of Life.